# Jack Soo
 (avril 2019).
Si vous disposez d'ouvrages ou d'articles de référence ou si vous connaissez des sites web de qualité traitant du thème abordé ici, merci de compléter l'article en donnant les références utiles à sa vérifiabilité et en les liant à la section « Notes et références ».
Pour les articles homonymes, voir Soo.

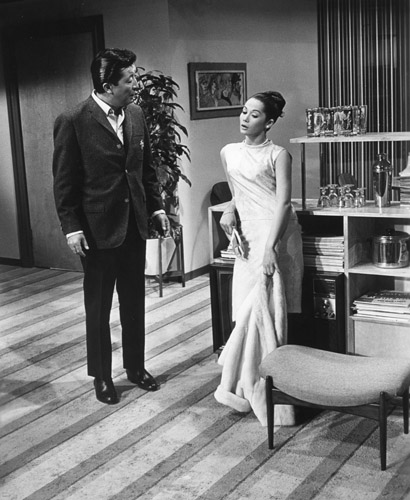
Avec Nancy Kwan, dans Au rythme des tambours fleuris (1961, photo promotionnelle)

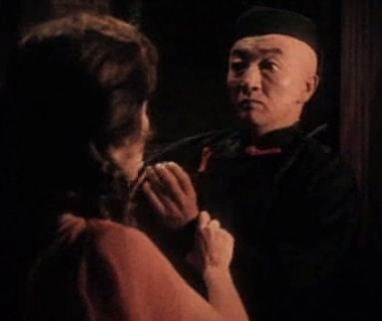
Avec Mary Tyler Moore de dos, dans Millie (1967)

Goro Suzuki, connu sous le nom de scène Jack Soo, (né le 28 octobre 1917 sur l'Océan Pacifique et mort le 11 janvier 1979  à Los Angeles, en Californie) est un acteur américain d'origine japonaise.

## Biographie
Né sur un navire menant sa famille du Japon aux États-Unis, où elle s'installe, Jack Soo (pseudonyme) débute au théâtre à Broadway — prestation unique — dans Au rythme des tambours fleuris du tandem Rodgers-Hammerstein. Il interprète Frankie Wing, aux côtés de Larry Blyden, Miyoshi Umeki et Keye Luke, dans cette comédie musicale mise en scène par Gene Kelly, représentée 600 fois de décembre 1958 à mai 1960.
De plus, il y est la doublure de Larry Blyden pour le rôle de « Sammy » Fong, qu'il reprend dans l'adaptation au cinéma sous le même titre original. Ce premier film américain, dont le titre français est Au rythme des tambours fleuris (réalisation d'Henry Koster, avec Nancy Kwan, James Shigeta et Miyoshi Umeki reprenant son rôle à Broadway), sort en 1961.
Jack Soo contribue à seulement cinq autres films américains, dont Les Bérets verts de Ray Kellogg et John Wayne (1968, avec John Wayne et David Janssen). Son dernier est Les Visiteurs d'un autre monde de John Hough (1978, avec Bette Davis et Christopher Lee).
À la télévision, outre deux téléfilms (1969-1973) et quelques apparitions comme lui-même, il se produit dans dix-sept séries à partir de 1962, dont MASH (deux épisodes, 1972) et L'Homme de fer (trois épisodes, 1974).
Au petit écran, Jack Soo reste surtout connu pour son rôle récurrent du détective-sergent Nick Yemana, qu'il tient de 1975 à 1978, dans soixante-dix-huit épisodes de la sitcom Barney Miller. Lors du tournage de la cinquième saison, un cancer de l'œsophage lui est diagnostiqué, dont il meurt début 1979.

## Théâtre à Broadway
- 1958-1960 : Au rythme des tambours fleuris (Flower Drum Song), comédie musicale, musique de Richard Rodgers (orchestrée par Robert Russell Bennett), lyrics d'Oscar Hammerstein II, livret de Joseph Fields et Oscar Hammerstein II, mise en scène de Gene Kelly, décors d'Oliver Smith, costumes d'Irene Sharaff : Frankie Wing / « Sammy » Fong (doublure)

## Filmographie

### Cinéma (intégrale)
- 1961 : Au rythme des tambours fleuris (Flower Drum Song) d'Henry Koster : « Sammy » Fong
- 1963 : Mercredi soir, 9 heures... (Who's Been Sleeping In My Bed?) de Daniel Mann : Yoshimi Hiroti
- 1966 : La Statue en or massif (The Oscar) de Russell Rouse : Sam
- 1967 : Millie (Thoroughly Modern Millie) de George Roy Hill : Le premier oriental
- 1968 : Les Bérets verts (The Green Berets) de Ray Kellogg et John Wayne : Colonel Cai
- 1978 : Les Visiteurs d'un autre monde (Return from Witch Mountain) de John Hough : M. Yokomoto

### Télévision
Séries (sélection)
- 1970 : Hawaï police d'État (Hawaii Five-0)
  - Saison 2, épisode 19 L'assassin est gaucher (The One with the Gun) : Sam Quong
- 1971 : Les Règles du jeu (The Name of the Game)
  - Saison 3, épisode 17 The Man Who Killed a Ghost : Le sergent
- 1972-1975 : MASH (M*A*S*H)
  - Saison 1, épisode 2 Échange standard (To Market, to Market, 1972) de Michael O'Herlihy : Charlie Lee
  - Saison 3, épisode 22 Jour de solde (Payday, 1975) d'Hy Averback : Kim Chung Quoc
- 1974 : L'Homme de fer (Ironside)
  - Saison 7, épisodes 24 et 25 Amy Prentiss, Parts I & II de Boris Sagal : Joe Lee
  - Saison 8, épisode 11 The Over-the-Hill Blues de Don McDougall : Sing-Ho
- 1974-1975 : Police Story
  - Saison 1, épisode 17 The Hunters (1974) de Richard Benedict : Taiske
  - Saison 2, épisodes 14 et 15 Year of the Dragon, Parts I & II (1975) de Virgil W. Vogel : Bruce Chan
- 1975 : Sergent Anderson (Police Woman)
  - Saison 1, épisode 21 Bloody Nose : Red Star
- 1975-1978 : Barney Miller, sitcom
  - Saisons 1 à 5, 78 épisodes : Détective-sergent Nick Yemana

Téléfilms (intégrale)
- 1969 : The Monk de George McCowan : Hip Guy
- 1973 : She Lives! de Stuart Hagmann : Dr Osikawa